# Han'er

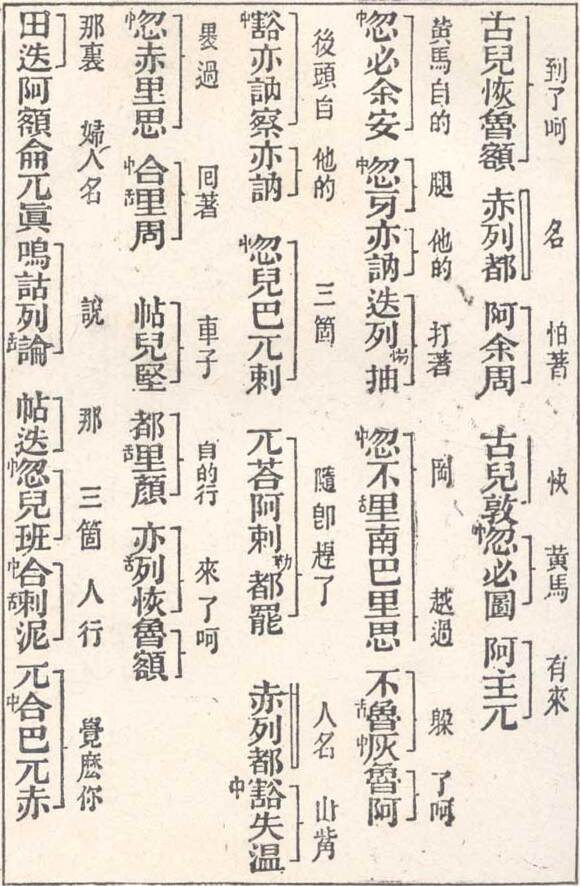
Transcription Han'er, chinois moderne dans une réédition en 1908 de l'Histoire secrète des Mongols.

La langue Han'er (chinois simplifié : 汉儿言语 ; chinois traditionnel : 漢兒言語 ; pinyin : Hàn'ér yányǔ) fut une langue chinoise, fortement influencée par des langues non-Han de l'empire chinois, et en particulier le mongol et plus généralement les langues mongoles. 
Le caractère chinois de l'écriture Han'er est essentiellement donné par l'utilisation de sinogrammes et de la rigueur qu'ils imposent, l'écrit relevant en effet des principes également développés dans le chinois littéraire. L'oral en revanche se rapproche davantage de la grammaire, et dans une moindre mesure du vocabulaire et de la phonologie des langues mongoles.

## Appellations et concepts

### Le Han'er oral

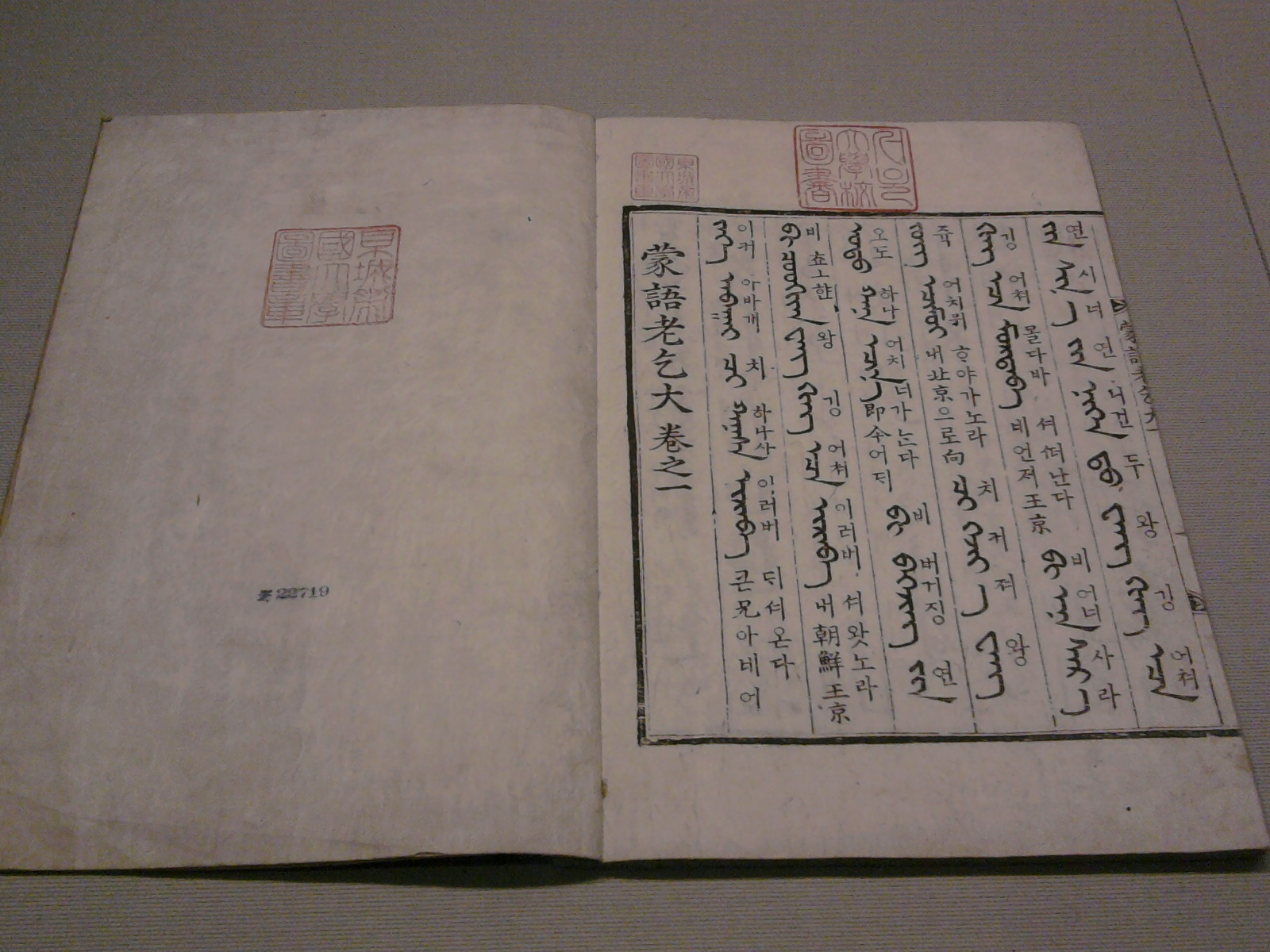
Nongeo nogeoldae en mongol bitchig, hanja et hangeul.

Le terme « langue Han'er » apparaît dans les ouvrages coréens en langue han ; Nogeoldae et le Bak Tongsa, et se réfère à la langue populaire Han du nord de la Chine. Han'er vient de Hanren / 汉人 / 漢人 (peuple Han) et son utilisation peut être retrouvée depuis la période de la dynastie Han. Au cours de la période des dynasties du Nord et du Sud, le terme servit à désigner des Han qui n'étaient pas sous domination Han. Le nord de la Chine fut à diverses reprises conquis par les peuples non-han, tels les Khitans, les Jurchens et les Mongols. Ces derniers ne réussirent cependant pas à assimiler les groupes Han, et les langues chinoises restèrent la lingua franca. Cela causa une interférence avec les langues altaïques. À la même époque, la langue Han'er populaire présentait des caractéristiques qui ont généralement été occultées par la tradition du chinois classique ; il aurait cependant eu une certaine influence sur le mandarin moderne.

### Le Han'er écrit
Un autre concept est celui de « mongol littéral-traduction chinoise (Han) de documents officiels » (chinois simplifié : 硬译公牍文体 ; chinois traditionnel : 硬譯公牘文體 ; pinyin : Yìngyì gōngdú wéntǐ) par Yekemingghadai Irinchin. Kwang Chung l'appelle style directement traduit du mongol (chinois simplifié : 蒙文直译体 ; chinois traditionnel : 蒙文直譯体 ; pinyin : Měngwén zhíyì tǐ) ou style administratif d'écrit chinois (chinois simplifié : 汉文吏牍体 ; chinois traditionnel : 漢文吏牘体 ; pinyin : hànwén lìdú tǐ). C'est une écriture utilisée dans les écrits impériaux, lois et d'autres documents officiels au cours de la dynastie Yuan. Ces documents étaient écrits en une traduction extrêmement formalisée depuis le mongol, et qui ne pouvait être comprise par la seule connaissance de la grammaire et du vocabulaire du chinois littéraire.
La langue Han'er et le mongol littéral-traduction chinoise (Han) sont des concepts différents. Le deuxième est un langage écrit, à rapprocher dans son utilisation du chinois littéraire, alors que le premier est une langue orale et éventuellement écrite. Cependant, ils partagent de nombreux traits de grammaire et du vocabulaire. Et le premier a vraisemblablement précédé le second.

## Caractéristiques
Il existe deux méthodes pour étudier la langue Han'er : la comparaison entre la traduction littérale avec le mongol original, et l'analyse des livres de style informel tels le Nogeoldae. Bien que des similarités aient été mises en évidence entre ces deux volets de la langue, il n'existe pas à l'heure actuelle de comparaison exhaustive entre ceux-ci. Le présent article traite en particulier de la traduction littérale du mongol. 

### Ordre des mots
La traduction littérale tente de conserver l'ordre présent dans la langue mongole, à moins que celui-ci ne soit perturbant ou peu naturel. L'ordre est généralement à l'opposé entre le chinois Han (langue SVO, où par ailleurs le déterminant précède généralement le déterminé) et le mongol (langue SOV).

### Noms
Le mongol distingue des formes singulier et pluriel, bien que cela ne soit pas aussi strict qu'en français. En Han'er, le pluriel mongol est noté par « mei » (chinois : 每 ; pinyin : měi), ce bien que cela sonne bizarrement en langue Han, qui ne donne le pluriel que par le contexte. Par exemple, le mongol « čerig-üd » (soldats) était traduit en « junmei » (軍每).

### Pronoms
Les pronoms possessifs sont post-positionnés en mongol. La traduction littérale les traduit parfois en leur ordre originel. Par exemple, « jarlig-man-u » (impérial édit ← notre) est « shengzhi andi » (聖旨俺的) en la traduction littérale. En raison de l’ambiguïté générée, les pro-/post-noms furent souvent inversés (par exemple par rapport à l'exemple ci-dessus : 俺的聖旨) ou même tout simplement supprimés.

### Marqueurs de cas
Bien que la langue chinoise ordinaire (han) n'utilise pas de marqueur de cas ou de préposition telle que 把-, une traductions littérale utilise généralement des postpositions qui correspondent à celles de la langue mongole. 
| Cas           | Mongole                 | Traduction littérale                  |
| genitif       | -yin, -u², -un²         | -的 (di), -                           |
| datif-locatif | -dur², -tur², -da², -a² | -根底 (gendi), -裏 (li)               |
| ablatif       | -ača², -ča², -dača²     | -根底 (gendi), -                      |
| accusatif     | -yi, -i                 | -根底 (gendi), -                      |
| instrumental  | -bar², -iyar²           | 依着- (yizhao), -裏 (li), 依着-...-裏 |
| comitatif     | -luɤa²                  | -與 (yu), -和 (he), -共 (gong)        |

Les suffixes des cas génitif et comitatif suivent la grammaire habituelle de la du chinois Han, mais pas les autres. L'utilisation importante de -gendi est une caractéristique remarquable de la traduction littérale, et peut également se retrouver dans le parlé informel.  Il semble qu'il y ait une perte de distinction entre le -gendi et le -li : le -gendi donne une marque du datif alors que le -li est généralement un locatif. Dans L'Histoire secrète des Mongols, le -gendi est remplacé par le -hang (行).

### Particules
Les verbes de la langue mongole peuvent être mis en noms en certaines formes infléchies, et se référer à des personnes qui réalisent / ont réalisé des actions. Dans la langue Han'er, le caractère « di » (的) est mis à la fin de phrases verbales. Selon le temps, « laidi » (來的) « ledi » (了的) « lailedi » (來了的) « quledi » (去了的) sont également utilisées. La particule finale « mei » (每) peut également être ajoutée. Par exemple, « changchuan chirou di mei » (常川喫肉的每) signifie « personnes qui mangent habituellement de la viande ».

### Verbes auxiliaires
La langue Han'er est surtout connue pour son utilisation de « 有, yǒu, « avoir » » à la fin de la phrase.